# Santa Maria Maior (Chaves)
Santa Maria Maior es una freguesia portuguesa del concelho de Chaves, en el distrito de Vila Real, con 4,15 km² de superficie y 11.788 habitantes (2011). Su densidad de población es de 2 840,5 hab/km².
Junto con Madalena y Santa Cruz - Trindade, Santa Maria Maior es una de las tres freguesias que componen el casco urbano de Chaves, ocupando la zona del centro histórico, por lo que en ella se encuentran muchos de los monumentos del patrimonio histórico-artístico de la ciudad, como el castillo, el pelourinho, la iglesia matriz de la ciudad, que da nombre a la freguesia, y la Iglesia de la Misericordia.
El 28 de enero de 2013, en aplicación de una resolución de la Asamblea de la República portuguesa, pasó a formar parte de esta freguesia la zona de la freguesia de Samaiões que estaba situada en la margen derecha del río Tâmega.

## Galería

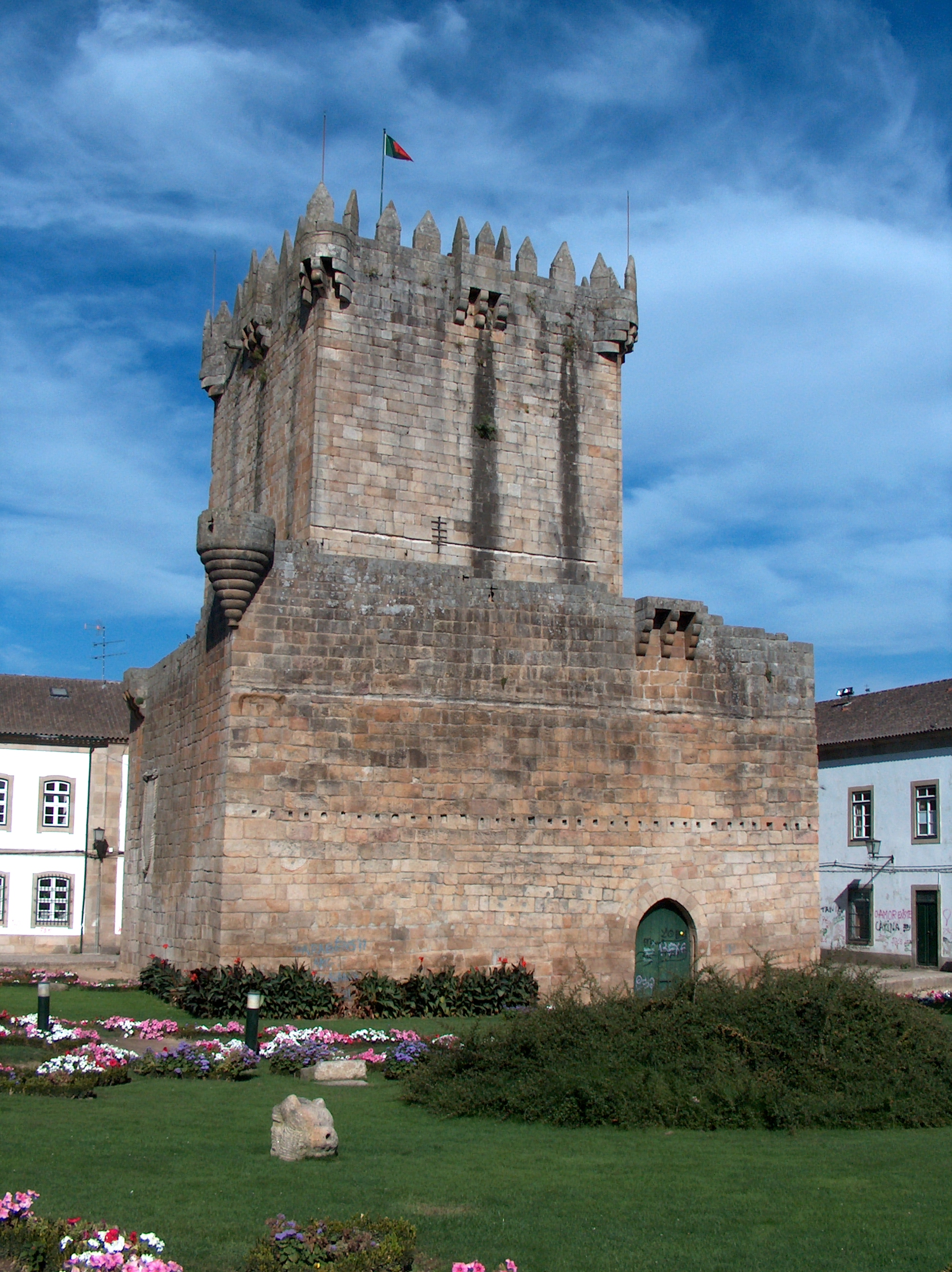
Torre del homenaje del castillo de Chaves.